# TNP1
Переходный ядерный белок сперматид номер один (англ. Spermatid nuclear transition protein 1) — белок, который у человека кодируется геном TNP1. Данный белок имеет центральное значение в сперматогенезе. Мутации в этом гене могут вызывать нарушения образования сперматозоидов, тем самым приводя к бесплодию. Белок TNP1 состоит из 54 остатков аминокислот с общей молекулярной массой 6,2 кДа. Аминокислоты аргинин и лизин распределены равномерно и составляют около 40% белка. Цистеин отсутствует. Исследования in vitro показали, что белок TNP1 снижает температуру плавления ДНК, высвобождая ее из нуклеосом. В удлиняющихся сперматозоидах млекопитающих участвует в замене гистонов на протамин.